# Province de Jaén (Espagne)
Pour la province du Pérou, voir Province de Jaén (Pérou).
La province de Jaén (en espagnol : Provincia de Jaén) est l'une des huit provinces de la communauté autonome d'Andalousie, dans le sud de l'Espagne. Sa capitale est la ville de Jaén.

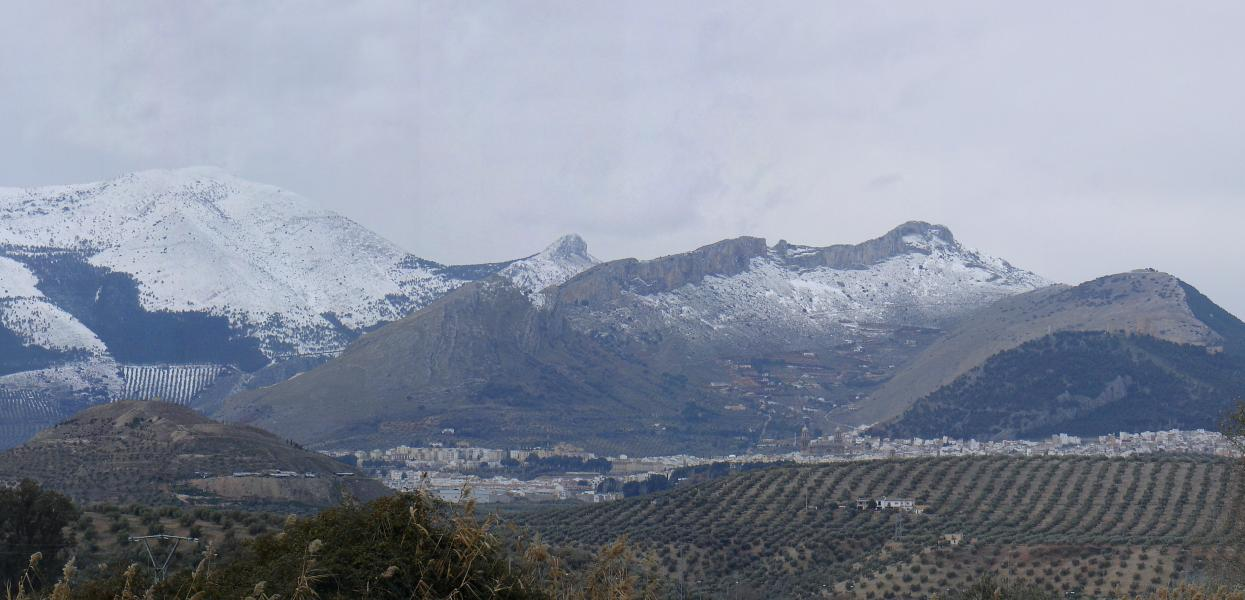
Panoramique des Montes de Jaén et Jabalcuz

## Géographie
La province de Jaén se trouve au nord-est de la communauté autonome et couvre une superficie de 13 484 km2. Elle est bordée au nord par la province de Ciudad Real et à l'est par la province d'Albacete (toutes les deux dans la communauté autonome de Castille-la-Manche), au sud par la province de Grenade et à l'ouest par la province de Cordoue,,.
De plus, elle est située à l'extrème nord-est de l'Andalousie, entre la chaîne Sierra Morena et les Cordillères Bétiques. C'est au nord de cette province que passe le défilé de Despeñaperros, creusé par la rivière du même nom et étant le seul endroit où l'on peut franchir la Sierra Morena pour accéder à l'Andalousie depuis le plateau de la Meseta au nord. Jaén est traversée d'est en ouest par le fleuve Guadalquivir et c'est également dans cette province que se trouvent la majeure partie du bassin versant de ce fleuve. De ce fait, plusieurs des affluents du Guadalquivir prennent naissance ou traversent la province: les fleuves Aguascebas, Guadiana Menor, Guadalbullón, Borosa, Aguamulas, Guadalimar, Jándula, etc.

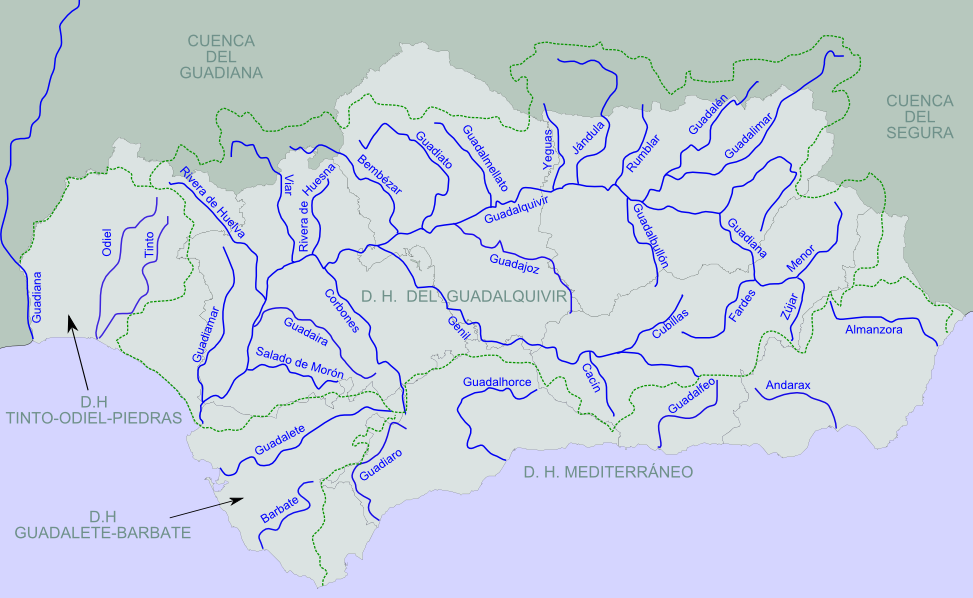
Les fleuves d'Andalousie. Jaén est située au nord-est de la région.

## Subdivisions

### Comarques
La province de Jaén est subdivisée en 10 comarques.
| Comarques         | Superficie km² | Population 2007 | Chef-lieu              | Carte des comarques |
| ----------------- | -------------- | --------------- | ---------------------- | ------------------- |
| Jaén              | 1 755          | 227 029         | Jaén                   |                     |
| Sierra Morena     | 1 396          | 105 640         | Linares                |                     |
| La Loma           | 1 037          | 76 961          | Úbeda                  |                     |
| Campiña de Jaén   | 1 741          | 67 749          | Andújar                |                     |
| Sierra Sur        | 784            | 44 339          | Alcalá la Real         |                     |
| Sierra Mágina     | 1 389          | 42 172          | Jódar                  |                     |
| Sierra de Cazorla | 1 330          | 34 138          | Cazorla                |                     |
| Sierra de Segura  | 1 931          | 26 574          | Beas de Segura         |                     |
| Las Villas        | 556            | 22 239          | Cazorla                |                     |
| El Condado        | 1 488          | 23 904          | Santisteban del Puerto |                     |

### Communes
La province compte 97 communes (municipios en espagnol).

## Économie
Bien qu'elle soit l'une des provinces d'Espagne les moins fréquentées par les touristes, la province de Jaén offre plusieurs lieux d'intérêt dont quatre parcs nationaux et deux villes renaissance, Úbeda et Baeza.
Le concours annuel d'échecs de Linares attire plusieurs des meilleurs joueurs mondiaux.
La province de Jaén est le plus grand producteur mondial d'huile d'olive.

## Personnalités liées à la province de Jaén
- Josefina Manresa (1907-1887)[5]